# Диантимонид лантана
Диантимонид лантана — бинарное неорганическое соединение
лантана и сурьмы с формулой LaSb2,
кристаллы.

## Получение
- Нагревание чистых веществ в вакууме:

{\displaystyle {\mathsf {La+2Sb\ {\xrightarrow {1110^{o}C}}\ LaSb_{2}}}}

## Физические свойства
Диантимонид лантана образует кристаллы
ромбической сингонии,
пространственная группа P nma,
параметры ячейки a = 0,6314 нм, b = 0,6175 нм, c = 1,856 нм.